# Tablas de Pascal
Las tablas de Pascal recogen las constantes de Pascal, números usados en la magnetometría (en concreto, en la evaluación de la susceptibilidad magnética), para corregir el diamagnetismo que aportan a la muestra todos los pares electrónicos. Estas tablas fueron confeccionadas por primera vez por Pascal en 1910, y desde entonces han sido revisadas y corregidas en múltiples ocasiones. [cita requerida]
En general, la susceptibilidad paramagnética es mucho mayor que la corrección diamagnética, por lo que para muchos propósitos esta no es estrictamente necesaria. Para análisis más precisos, se calcula sumando la contribución de los diferentes componentes de las moléculas del sistema. Las tablas de Pascal recogen estimaciones empíricas de estas contribuciones.
| Fragmento de las tablas de Pascal | Fragmento de las tablas de Pascal |
| ion, molécula o grupo funcional   | constante de Pascal               |
| --------------------------------- | --------------------------------- |
| F–                                | –9.1                              |
| Cl–                               | –23.4                             |
| Br–                               | –34.6                             |
| I–                                | –50.6                             |
| piridina                          | –49                               |
| ftalocianina                      | –442                              |
| Zn2+                              | –15.0                             |
| Cd2+                              | –24                               |
| Hg2+                              | –40.0                             |
| NH3                               | –18                               |
| etilendiamina                     | –46.5                             |